# Palazzo Antonio Sauli
Il palazzo Antonio Sauli è un edificio sito in piazza Sauli al civico 3 nel centro storico di Genova. L'edificio fu inserito nella lista dei palazzi iscritti ai Rolli di Genova.

## Storia e descrizione
Antonio Sauli, ricco mercante e banchiere, nonché figlio del fondatore della basilica di Carignano, scelse due antiche domus dei Leccavela su cui impostare il proprio palazzo che, costruito intorno al 1492, conserva ancora la torre di questa famiglia. Compreso per la prima volta nei rolli del 1588 a nome di Lorenzo Sauli (doge della Repubblica di Genova nel 1599-1601) e in seguito inserito anche nel rollo successivo, dopo il rinnovo esteriore del 1619 operato dai fratelli Ottavio e Gio. Antonio, il palazzo fu ricompreso anche nel rollo del 1614.
Alla fine del XVII secolo, per assenza di eredi maschi, l'edificio passò dapprima ai Grimaldi e poi, nel Settecento, fu acquistato dalla famiglia Rapallino che lo possiede tuttora.
L'originario impianto tardomedievale si è conservato, malgrado le tramezzature e le soppalcature che lo adattarono ad appartamenti. Attraverso il portale marmoreo si accede all'atrio con volta a ombrello e, tramite lo scalone, ai due piani nobili con altri portali e soffitti originari.

## Galleria d'immagini

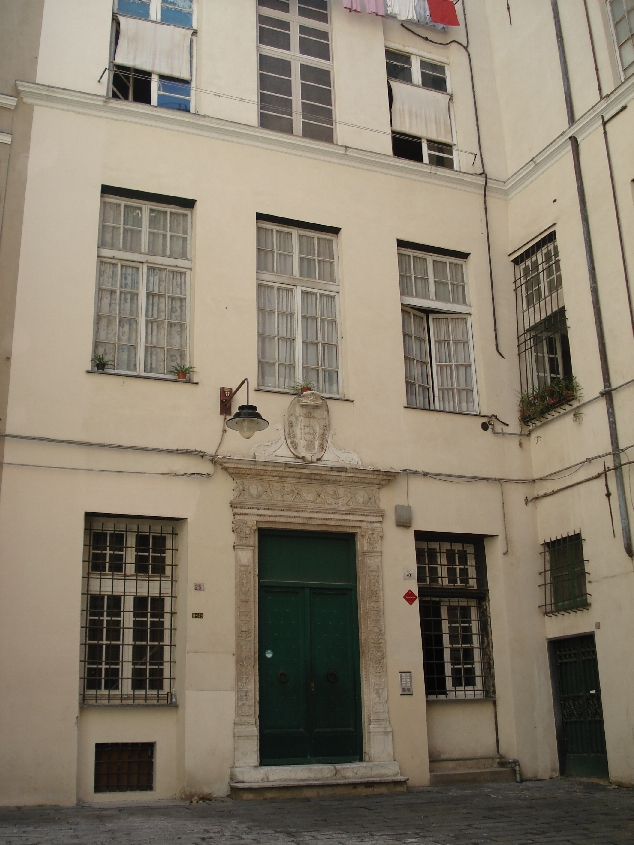
Palazzo Antonio Sauli
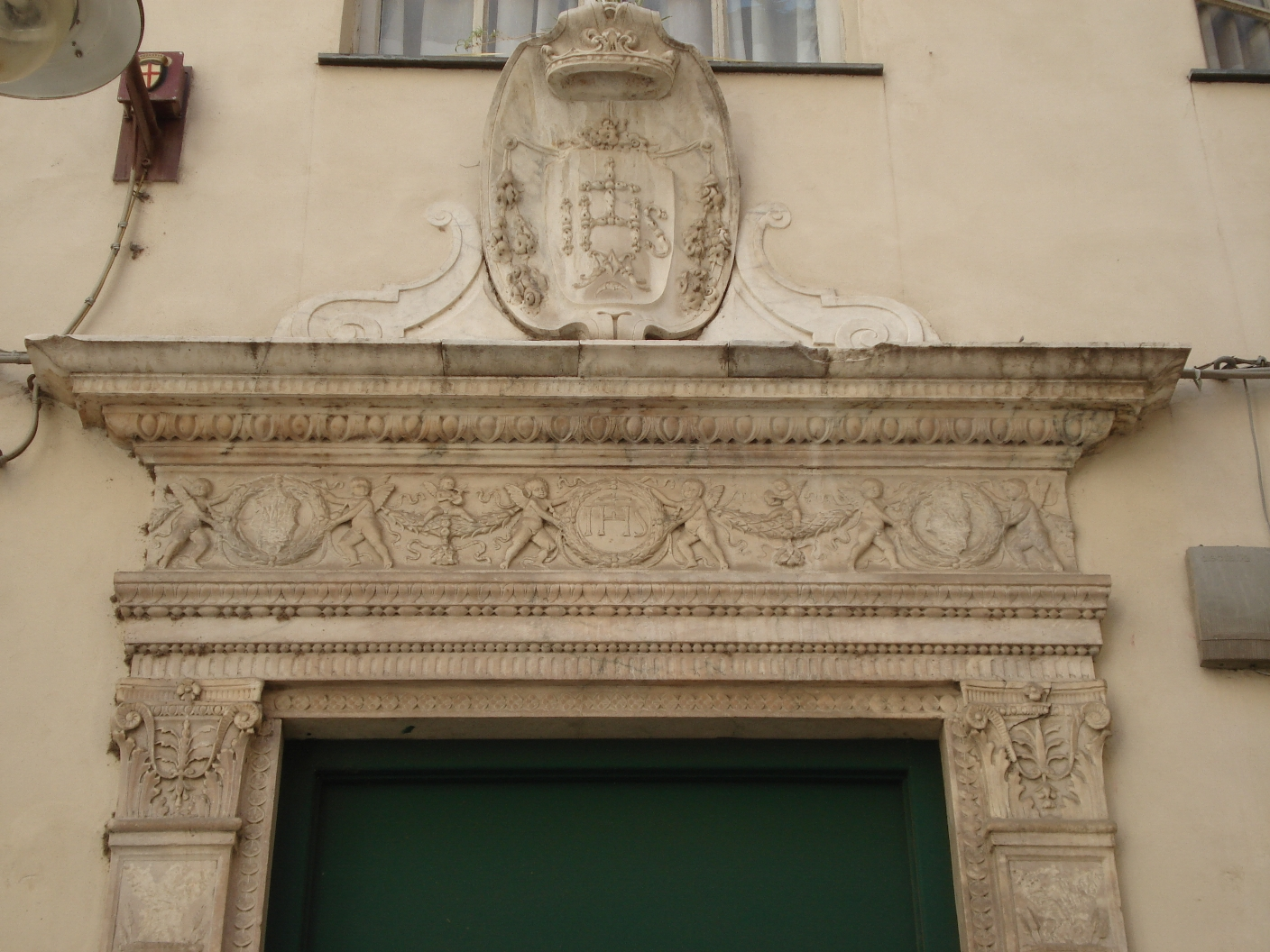
Particolare del portale